# Dowództwo Legionów Wschodnich
Dowództwo Legionów Wschodnich (niem. Kommando der Ostlegionen) – organ dowódczy Legionów Wschodnich w Generalnym Gubernatorstwie podczas II wojny światowej.

## Historia
Po wydaniu przez dowódcę wojskowego w Generalnym Gubernatorstwie rozkazu o utworzeniu Legionów Wschodnich 11 lutego 1942 r., potwierdzonym przez Oberkommando des Heeres 19 lutego tego roku, dzień wcześniej został sformowany Sztab Szkoleniowy Legionów Wschodnich (Aufstellungsstab der Ostlegionen). Mieścił się on w obozie szkoleniowym w Rembertowie. Do jego zadań należało kierowanie formowaniem i szkoleniem poszczególnych Legionów Wschodnich, składających się z przedstawicieli narodów nierosyjskich zamieszkujących ZSRR. Jako pierwszy sformowano Legion Turkiestańsko-Kaukasko-Muzułmański, który podzielono pod koniec marca na Legion Turkiestański  w Legionowie i Legion Kaukasko-Muzułmański, przemianowany wkrótce na Legion Azerbejdżański w Jedlni. Latem 1942 r. siedziba Sztabu została przeniesiona do Radomia. Początkowo na jego czele stał ppłk Walgarth, zaś od 21 września tego roku gen. Ralph von Heygendorff. Utworzono wówczas kolejne jednostki wojskowe: Legion Gruziński w Kruszynie, Legion Północnokaukaski w Wesołej, Legion Armeński w Puławach i Legion Tatarów Nadwołżańskich w Jedlni. 23 stycznia 1943 r. Sztab przekształcono w Dowództwo Legionów Wschodnich (Kommando der Ostlegionen), zaś 25 grudnia tego roku w Sztab Wykonawczy Dowództwa Legionów Wschodnich (Abwicklungstab des Kommandos der Ostlegionen). 15 lutego 1944 r. powstało stanowisko Dowódcy Oddziałów Wschodnich w Okręgu Wojskowym Generalne Gubernatorstwo (Kommandeur der Osttrupen im Wehrkreis GG), które od 21 maja tego roku sprawował płk Möller. 30 września został wydany rozkaz o jego likwidacji, wykonany do 7 listopada.